# Horsemen – jeźdźcy Apokalipsy
Horsemen − jeźdźcy Apokalipsy (tytuł oryg. Horsemen) – amerykański film fabularny z 2009 roku, wyreżyserowany przez Jonasa Åkerlunda, uznanego twórcę wideoklipów.
Światowa premiera filmu odbyła się 14 maja 2008 r. podczas Cannes Film Market, lecz dopiero na początku 2009 wydano go − zależnie od rejonu − w kinach lub na rynku DVD/video.
Film kręcono w Chicago (USA), Toronto i Winnipeg (Kanada).

## Fabuła
Doświadczony detektyw Aidan Breslin bada makabryczną sprawę gangu zwyrodnialców, których do popełniania zbrodni inspiruje biblijna opowieść o Czterech Jeźdźcach Apokalipsy.

## Obsada
- Dennis Quaid jako Aidan Breslin
- Zhang Ziyi jako Kristen Spitz
- Lou Taylor Pucci jako Alex Breslin
- Clifton Collins Jr. jako Stingray
- Peter Stormare jako David Spitz
- Patrick Fugit jako Cory
- Eric Balfour jako Taylor
- Chelcie Ross jako Krupa
- Onalee Ames jako Mary Anne Spitz
- Liam James jako Sean Breslin